# Schloss Katzenberg (Kirchdorf am Inn)

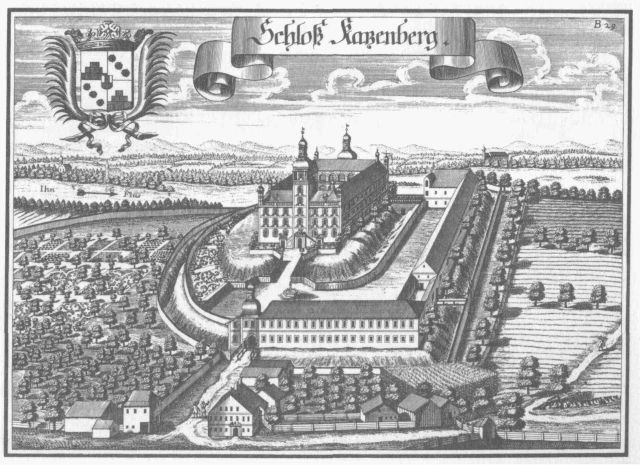
Schloss Katzenberg nach einem Kupferstich von Michael Wening von (1721), links oben das vereinigte Familienwappen Taufkirchen-Schwarzenstein-Mautner

Schloss Katzenberg ist ein Schloss in Kirchdorf am Inn in Oberösterreich.

## Lage
Schloss Katzenberg liegt an der alten Römerstraße von Altheim nach Passau im Gemeindegebiet von Kirchdorf am Inn und befindet sich im Ortsteil Katzenberg. Ganz in der Nähe befindet sich Obernberg am Inn und Reichersberg. Im Umkreis von 10 km findet sich auch eine der größten Kurstädte Deutschlands Bad Füssing.

## Gebäudebeschreibung
Die ursprüngliche Burg wurde auf einer quartären Innterrasse errichtet. Rund um die Burg wurden zwei Gräben ausgehoben. Mit dem Aushubmaterial wurde zwischen den Gräben ein Damm aufgeschüttet und darauf eine hohe Mauer erbaut. An ihrer Innenseite verlief ein Wehrgang. Die eigentliche Burg war von einer hohen Ringmauer umgeben. Das Tor war durch einen viereckigen Turm geschützt. Dieser und sein Gegenstück an der dem Inn zugewandten Seite wurden später abgetragen. An der Stelle des vorderen Turmes entstand eine Quermauer mit dem heutigen Tor. An die Ringmauer wurden Wohntrakte angebaut. Dabei mussten die notwendigen Fenster aus der dicken Mauer herausgebrochen werden. Bei diesem Umbau wurde der innere Graben zum Teil in einen Park umgewandelt, zum Teil jedoch in seinem ursprünglichen Zustand belassen. Mit diesen Veränderungen legte man mehr Gewicht auf Wohnlichkeit. Die dem Innenhof zugewandten Fassaden sind mit offenen Lauben und Arkaden versehen. Von den Innenräumen sind der große Saal, die alte Bibliothek und die Schlosskapelle erwähnenswert. Die Stuckdecke (1680), Portale und Stuckfiguren der letzteren stammen vermutlich von Giovanni Pietro Camuzzi, einem Schüler Giovanni Battista Carlones. Die Fresken entstanden um 1690. Das Altarbild stellt den hl. Sebastian dar. Es wurde 1731 von Paul Erlmiller aus Braunau gemalt. Die Stuckarbeiten des Rittersaales wurden 1676 angefertigt. Am großen Torturm mit einer hölzernen Haube ist ein gotisches Wappenrelief vom Anfang des 16. Jh. angebracht. An seiner Innenseite befindet sich die Steinstatue einer Muttergottes aus der Mitte des 17. Jahrhunderts.

## Geschichte
1196 wird das Gebäude als Eigentum der Passauer Bischöfe urkundlich erwähnt und als Burg Chotzenperig bezeichnet. 1251 belehnte das Bistum die Grafen von Ortenburg mit der Veste, die sie von Vögten verwalten ließen. Zu diesen gehörten Wernhart von Chumbrechting und Otto von Ritzing. 
Von 1300 bis 1525 besaßen die Mautner aus Burghausen das Lehen. Als Hans Mautner zu Katzenberg ohne Nachfolger starb, ging das Lehen an die Schwarzenstein. Nach dem Tod von Hans Wolf von Schwarzenstein 1595 erbte dessen Schwiegersohn, Graf Burkhard von Taufkirchen, den Besitz, zu dem neben Schloss Katzenberg auch fast das gesamte Gebiet der heutigen Gemeinde Gurten gehörte. Unter seinen Nachkommen wurde die Burg in ein Schloss verwandelt und im 17. Jahrhundert barockisiert. 1629 kam es im Schloss durch einen Brand zu schweren Schäden. Im bayerischen Volksaufstand von 1705 wurde Katzenberg von den Bauern eingenommen. 1798 kaufte Graf Josef Albert Matthias von Taufkirchen die Herrschaften Forchtenau und Aurolzmünster, die er mit Katzenberg vereinigte. 
1819 heiratete Walpurga (1786–1869), die Tochter des letzten Grafen von Taufkirchen, den Grafen Franz Xaver von Aham zu Neuhaus (1786–1872) und brachte Katzenberg in die Ehe ein. Dieser verkaufte jedoch Katzenberg 1830 an den Freiherrn Karl von Pflummern, wobei es wieder von Forchtenau und Aurolzmünster getrennt wurde. 1885 ging die Herrschaft durch Kauf an Max Pfliegl, Bürgermeister von Obernberg am Inn, und 1895 an den dänischen Baron Waldemar von Thienen-Adlerflycht. Damals war dem Schloss eine Brauerei angeschlossen. 1931 erwarb die böhmische Fabrikantenfamilie Steinbrener (Inhaber des ursprünglich in Winterberg ansässigen Unternehmens J. Steinbrener) das Schlossgut. 2004 fand im Schlossgarten ein Beitrag zur die oberösterreichischen Landesausstellung statt.

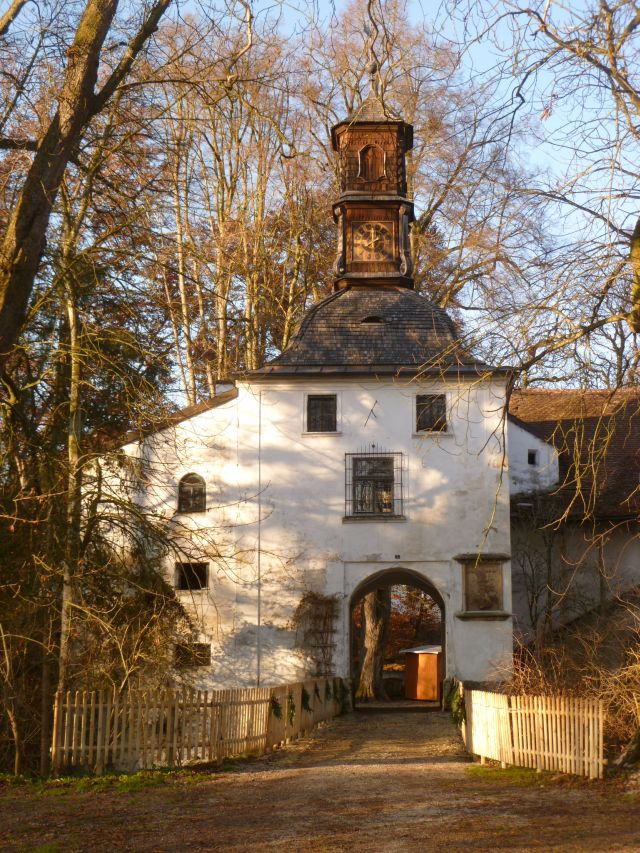
Eingangsturm zu Schloss Katzenberg
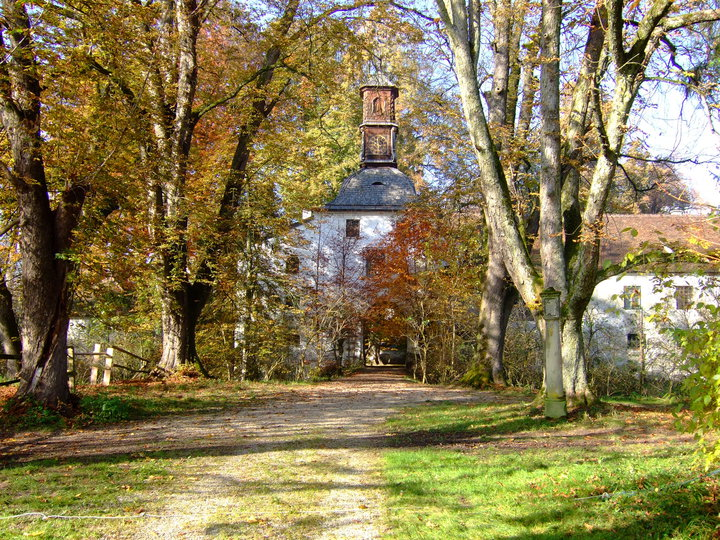
Allee mit Turm
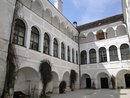
Innenhofansicht von Schloss Katzenberg
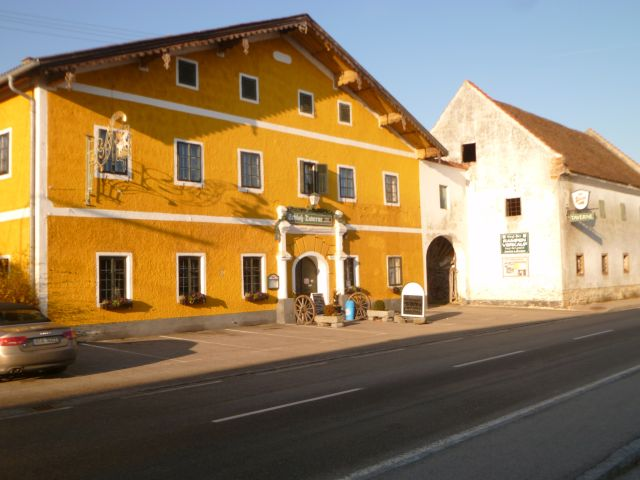
Schlosstaverne

## Buchbindereimuseum

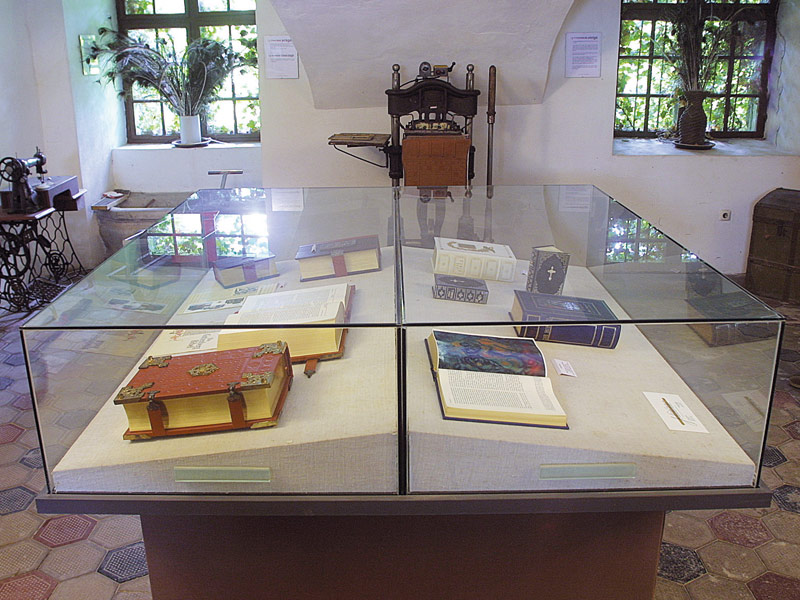
Gebetbuchmuseum

Im Erdgeschoß des Schlosses ist ein Buchbindereimuseum eingerichtet, in dem prachtvolle Bibeln und Gebetbücher gezeigt werden. Das Museum dokumentiert die Verlags- und Buchbindereigeschichte des ehemaligen Großkonzerns J. Steinbrener, der zu seiner Glanzzeit bis zu 1000 Mitarbeiter beschäftigte und in über 65 Ländern Niederlassungen hatte. 